# Mắc ma
Bài này nói về magma như là một dạng của đá nóng chảy. Các nghĩa khác của mắc ma, xem Mắc ma (định hướng).

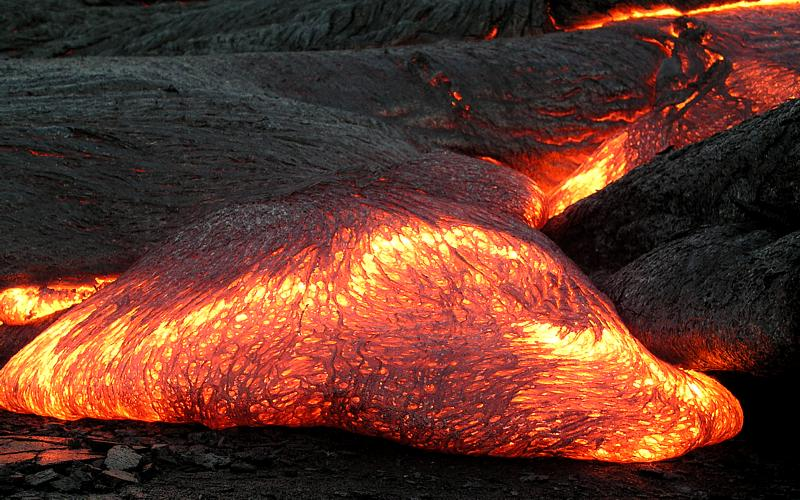
Macma tại đảo Hawaii.

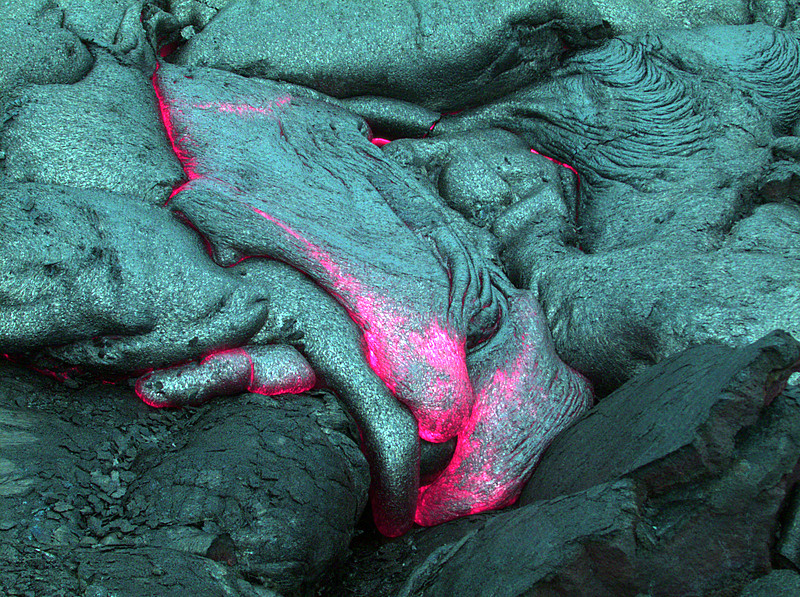
Đá mắc ma nóng chảy

Mắc ma hay magma  là đá nóng chảy, thông thường nằm bên trong các lò magma gần bề mặt Trái Đất .
Mắc ma là hỗn hợp của silicat lỏng ở nhiệt độ và áp suất cao và là nguồn ban đầu của tất cả các loại đá mắc ma. Nó có khả năng xâm nhập vào các lớp đá thuộc phần vỏ cạnh kề hay phun trào ra ngoài bề mặt. Mắc ma tồn tại ở khoảng nhiệt độ từ 650 tới 1.200 °C. Mắc ma chịu áp suất cao trong lòng đất và khi phun trào lên bề mặt đất qua các miệng núi lửa ở dạng dung nham và chất phun trào nham tầng . Các sản phẩm phun trào của núi lửa thông thường chứa các chất lỏng, các tinh thể và các khí không hòa tan mà trước đó chưa bao giờ ra đến mặt Trái Đất. Mắc ma tập trung thành nhiều lò magma riêng rẽ trong lớp vỏ Trái Đất và có thành phần khác nhau một cách đáng kể tại các khu vực khác nhau, nó có thể được tìm thấy ở các đới hút chìm, đứt gãy hay sống núi giữa đại dương hoặc trên các điểm nóng chứa các chùm đá nóng của lớp phủ. Sự hình thành mắc ma chỉ có thể diễn ra theo một số điều kiện đặc biệt tại quyển astheno của Trái Đất.

## Hình thành
Sự suy giảm đột ngột của áp suất có thể tạo ra sự nóng chảy do giảm áp. Điều này có thể diễn ra do các chuyển động kiến tạo hoặc do đá nóng chảy chuyển động làm phá hủy các đá xung quanh khi nó di chuyển lên các độ sâu thấp hơn trong lớp vỏ Trái Đất. Gradient địa nhiệt trung bình khoảng 25 °C/km với khoảng rộng từ thấp ở mức 5-10 °C/km trong phạm vi các rãnh đại dương và các khu vực sút giảm tới cao ở mức 30-50 °C/km dưới các sống núi giữa đại dương và các cung núi lửa. Tổ hợp của nhiệt độ cao và áp suất thấp gần môi trường bề mặt là điều kiện thuận lợi nhất để diễn ra sự nóng chảy do áp suất suy giảm.
Mắc ma cũng có thể được tạo thành do sự bổ sung của các chất dễ bay hơi vào đá bị nung nóng. Các chất dễ bay hơi (nước và khí) được giải phóng từ các mảng hút chìm của các lớp vỏ đại dương, các chất này xâm nhập vào các lớp đá nằm phía trên và kích thích sự nóng chảy. Chúng có thể phá vỡ các liên kết khoáng vật bên trong đá nóng chảy và làm cho nhiệt độ nóng chảy giảm xuống tạo thành mắc ma.
Sự hình thành của mắc ma cũng có thể là kết quả của sự làm nóng chảy đá thuộc lớp vỏ bởi mắc ma đã tồn tại trước đó do mắc ma này có nhiệt độ cao hơn đến mức nó làm nóng chảy luôn cả đá của lớp vỏ khi nó dâng lên, điều này tạo ra nhiều mắc ma hơn nữa.
Mắc ma dâng lên chủ yếu là do khi đá nóng chảy có tỷ trọng thấp hơn so với đá rắn, nó bị đẩy lên trên qua thạch quyển bởi sức nổi (theo cách thức giống như tấm gỗ có tỷ trọng thấp bị đẩy lên trên và trôi nổi trong nước nặng hơn). Quá trình này tạo ra các lò magma và cuối cùng là núi lửa, mắc ma phun lên trên theo mọi hướng ra bề mặt Trái Đất trong các hoạt động phun trào núi lửa.

## Thành phần
Thành phần của magma thay đổi phụ thuộc vào thành phần của đá nằm trên bị nóng chảy khi magma thâm nhập vào lớp vỏ Trái Đất và bị phun trào ra trong dạng của dung nham. Có ba dạng cơ bản của magma: mafic, andesit (hay trung gian) và felsic. Magma là hỗn hợp chủ yếu của silica; các chất kiềm và kiềm thổ (natri, kali, calci, magiê) và sắt. Nói chung, magma càng có tính chất mafic nhiều hơn thì sự phun trào càng êm ả hơn. Có điều này là do hàm lượng silica cao làm cho các chất dễ bay hơi được tích lũy và có thể tạo ra các vụ phun nổ thường gặp ở các núi lửa phức hợp.
Các đặc trưng của các loại magma khác nhau như sau:
| Thông số  | Siêu mafic                                                        | Mafic | Trung gian                         | Felsic                                                             |
| --------- | ----------------------------------------------------------------- | --- | ---------------------------------- | ------------------------------------------------------------------ |
| Tính chất | Komatiit                                                          | Đá bazan | Andesit                            | Đá riôlít                                                          |
| SiO2      | < 45%                                                             | < 50% | ~ 60%                              | >70%                                                               |
| Fe-Mg     | >8% đến 32%MgO                                                    | ~ 4% | ~ 3%                               | ~ 2%                                                               |
| Nhiệt độ  | tới 1500 °C                                                       | tới 1300 °C | ~1000 °C                           | 700 °C                                                             |
| Độ nhớt   | Rất thấp                                                          | Thấp | Trung bình                         | Cao                                                                |
| Phun trào | Êm ả tới nổ                                                       | Êm ả | Nổ                                 | Nổ                                                                 |
| Phân bố   | Ranh giới mảng kiến tạo phân kỳ, điểm nóng, ranh giới mảng hội tụ | Các ranh giới mảng kiến tạo phân kỳ, điểm nóng, ranh giới mảng kiến tạo hội tụ; lớp vỏ đại dương bị nóng chảy chứa nhiều sắt | Các ranh giới mảng kiến tạo hội tụ | Các điểm nóng trong lớp vỏ lục địa chứa nhiều silica bị nóng chảy. |